# Virtus Eirene Ragusa 2012-2013
La stagione 2012-2013 della Virtus Eirene Ragusa è stata la quarta consecutiva disputata in Serie A2 femminile.
Sponsorizzata dalla Passalacqua Spedizioni, la società ragusana si è classificata al primo posto in A2 ed è stata promossa direttamente nella massima serie. Ha inoltre disputato la Coppa Italia di Serie A2 ed è stata sconfitta in finale.

## Verdetti stagionali
Competizioni nazionali
- Serie A2:

stagione regolare: 1º posto su 13 squadre (23-1);
- Coppa Italia di Serie A2:

finalista: sconfitta in finale da Venezia (1-1).

## Rosa
| Giocatrici |
| ---------- |

| N° | Naz.              | Ruolo | Sportivo            | Anno | Alt. |  |
| -- | ----------------- | ----- | ------------------- | ---- | ---- |  |
| 4  | Serbia (bandiera) | A     | Milica Mićović      | 1984 | 182  |  |
| 5  | Italia (bandiera) | P     | Anna Caliendo       | 1983 | 171  |  |
| 6  | Italia (bandiera) | G     | Federica Mazzone    | 1983 | 176  |  |
| 7  | Italia (bandiera) | AC    | Ludovica Chimenz    | 1990 | 186  |  |
| 8  | Italia (bandiera) | G     | Virginia Galbiati   | 1992 | 173  |  |
| 9  | Italia (bandiera) | G     | Paola Mauriello     | 1981 | 184  |  |
| 10 | Grecia (bandiera) | AC    | Pelagia Papamichaīl | 1986 | 186  |  |
| 11 | Italia (bandiera) | AC    | Silvia Sarni        | 1987 | 188  |  |
| 16 | Italia (bandiera) | P     | Roberta Raniolo     | 1993 | 162  |  |
| 17 | Italia (bandiera) | P     | Agnese Soli         | 1987 | 168  |  |
| 20 | Italia (bandiera) | A     | Lia Valerio         | 1987 | 181  |  |

| Staff tecnico                                 |
| --------------------------------------------- |
| Allenatore: Nino Molino                       |
| Vice allenatore: Maurizio Ferrara             |
| Allenatore settore giovanile: Gianni Recupido |
| Addetto statistiche : Valeria Padua           |
| Preparatore atletico: Giuseppe Bocchieri      |
| Fisioterapista: Renato Chessari               |
| Medico sociale: Nello Bocchieri               |
| Addetto arbitri: Maurizio Vincenzi            |

## Dirigenza
La dirigenza è composta da:
- Presidente: Gianstefano Passalacqua
- Vicepresidente: Davide Passalacqua
- Direttore tecnico: Emanuele Marino
- Segretario: Giovanni Carbone
- Dirigente accompagnatore: Valeria Cappellone
- Dirigente responsabile: Salvatore Padua
- Addetto stampa: Alessandro Bongiorno
- Addetto marketing e logistica: Raffaele Carnemolla
- Responsabile settore giovanile: Gianni Recupido

## Statistiche
| Passalacqua Spedizioni Ragusa 2012-2013 |         |         |         |     |      |       |       |           |           |           |           |           |           |             |             |             |          |          |          |        |        |       |       |     |      |      |      |
| Giocatrice                              | Partite | Partite | Partite | Pun | Min. | Falli | Falli | Tiri da 2 | Tiri da 2 | Tiri da 2 | Tiri da 3 | Tiri da 3 | Tiri da 3 | Tiri Liberi | Tiri Liberi | Tiri Liberi | Rimbalzi | Rimbalzi | Rimbalzi | Stopp. | Stopp. | Palle | Palle | Ass | Val. | Val. | A+dP |
| Giocatrice                              | Pr      | PG      | SF      | Pun | Min. | C     | S     | R         | T         | %         | R         | T         | %         | R           | T           | %           | O        | D        | T        | D      | S      | P     | R     | Ass | Lega | OER  | A+dP |
| Mauriello Paola                         | 26      | 26      | 25      | 367 | 705  | 63    | 66    | 110       | 249       | 44,2      | 36        | 93        | 38,7      | 39          | 54          | 72,2        | 26       | 75       | 101      | 3      | 11     | 48    | 39    | 22  | 265  | 0,91 | 13   |
| Papamichaīl Pelagia                     | 26      | 26      | 26      | 324 | 727  | 52    | 87    | 121       | 203       | 59,6      | 0         | 5         | 0,0       | 82          | 104         | 78,8        | 73       | 144      | 217      | 14     | 7      | 49    | 34    | 6   | 465  | 1,04 | -9   |
| Mićović Milica                          | 26      | 26      | 26      | 294 | 716  | 57    | 58    | 56        | 114       | 49,1      | 46        | 130       | 35,4      | 44          | 58          | 75,9        | 33       | 94       | 127      | 1      | 3      | 55    | 37    | 18  | 264  | 0,93 |      |
| Galbiati Virginia                       | 26      | 25      | 24      | 255 | 537  | 35    | 39    | 59        | 129       | 45,7      | 35        | 100       | 35,0      | 32          | 45          | 71,1        | 17       | 42       | 59       |        | 2      | 38    | 64    | 11  | 205  | 0,81 | 37   |
| Caliendo Anna                           | 26      | 26      | 2       | 168 | 541  | 39    | 59    | 41        | 88        | 46,6      | 21        | 56        | 37,5      | 23          | 30          | 76,7        | 31       | 55       | 86       |        | 9      | 52    | 44    | 20  | 188  | 0,81 | 12   |
| Sarni Silvia                            | 26      | 26      | 1       | 141 | 516  | 48    | 35    | 39        | 92        | 42,4      | 11        | 41        | 26,8      | 30          | 33          | 90,9        | 40       | 73       | 113      | 5      | 4      | 24    | 23    | 7   | 162  | 0,79 | 6    |
| Soli Agnese                             | 25      | 25      | 24      | 109 | 547  | 42    | 47    | 27        | 53        | 50,9      | 12        | 33        | 36,4      | 19          | 34          | 55,9        | 14       | 55       | 69       |        | 4      | 36    | 56    | 22  | 159  | 0,80 | 42   |
| Valerio Lia Rebecca                     | 26      | 26      | 2       | 86  | 569  | 18    | 28    | 25        | 62        | 40,3      | 7         | 24        | 29,2      | 15          | 21          | 71,4        | 28       | 70       | 98       | 9      | 4      | 28    | 24    | 14  | 149  | 0,71 | 10   |
| Chimenz Ludovica                        | 26      | 16      |         | 37  | 159  | 12    | 11    | 14        | 34        | 41,2      | 0         | 1         | 0,0       | 9           | 17          | 52,9        | 6        | 22       | 28       | 1      | 1      | 20    | 3     |     | 18   | 0,27 | -17  |
| Mazzone Federica                        | 26      | 18      |         | 25  | 180  | 16    | 12    | 9         | 28        | 32,1      | 0         | 1         | 0,0       | 7           | 14          | 50,0        | 6        | 13       | 19       |        | 1      | 4     | 7     | 1   | 16   | 0,28 | 4    |
| Raniolo Roberta                         | 1       | 1       |         |     | 3    |       |       |           |           |           | 0         | 1         | 0,0       |             |             |             |          |          |          |        |        |       | 1     |     |      | 0,00 | 1    |